# James Tobin
James Tobin, född 5 mars 1918 i Champaign i Illinois, död 11 mars 2002 i New Haven i Connecticut, var en amerikansk nationalekonom och professor vid Yale University i USA, som belönades med Sveriges Riksbanks pris i ekonomisk vetenskap till Alfred Nobels minne 1981. Han har bland annat blivit känd för begreppen Tobinskatt och Tobins q.

## Biografi
Tobin studerade vid Harvard University där han tog bachelorexamen (B.A.) 1939 och doktorsexamen (Ph.D.) 1947. 1941–1942 arbetade han som ekonom vid Office of Price Administration i Washington. Under andra världskriget tjänstgjorde han i USA:s flotta som inkallad reservofficer och var slutligen sekond på jagaren USS Kearney (DD-432), som var av Gleaves-klass.
Han var direktör för Cowlesstiftelsen för ekonomiforskning från 1955 till 1961 och åter från 1964 till 1965. 1950 blev han anställd vid Yale University, där han 1957 blev innehavare av Sterling-professuren i nationalekonomi. 
Tobin var rådgivare till den demokratiske presidentkandidaten George McGovern i 1972 års val. McGovern räknades till Demokratiska partiets vänsterflygel och förlorade stort mot sittande presidenten Richard Nixon.
Han har även utvecklat ett förslag om medborgarlön.[källa behövs]

## Insatser inom nationalekonomi
Tobin räknas av många som den mest framstående amerikanska keynesianska ekonomen. Han hävdade att penningpolitik enbart är effektiv inom ett område, kapitalinvesteringar, eftersom räntenivån är en viktig faktor för kapitalinvesteringar även om det inte är den enda faktorn.
Han införde måttet Tobins q som är kvoten mellan en tillgångs marknadsvärde och kostnaden för att ersätta tillgången. Om en tillgång har ett q-värde större än ett är en nyinvestering i liknande tillgångar lönsam.
För sina insatser inom nationalekonomin belönades Tobin med Sveriges Riksbanks pris i ekonomisk vetenskap till Alfred Nobels minne 1981 med motiveringen "för hans analys av finansiella marknader och dessas samband med utgiftsbeslut och därmed sysselsättning, produktion och prisutveckling".

## Tobinskatten
Tobin publicerade sin idé om Tobinskatt första gången 1978 i Eastern Economic Journal. Han talade redan om den i en föreläsning vid Princeton 1972 och publicerade den som The New Economics One Decade Older men då var det nästan ingen som brydde sig om den. Efter publiceringen 1978 var det fler som lyssnade och diskuterade den, men den blev mer ett inlägg i debatten än ett förslag som verkligen övervägdes. 
Idén om en Tobinskatt är populär bland antiglobaliseringsrörelsen med Attac som en av de främsta förespråkarna.